# Station Ås (Noorwegen)
Station Ås is een spoorwegstation in Ås in de fylke Viken in Noorwegen. Het station, uit 1879, ligt aan de westelijke tak van Østfoldbanen. Het is een ontwerp van Peter Andreas Blix.
Ås werd geopend in 1879. Het huidige stationsgebouw dateert uit 1989. Ås wordt bediend door de stoptreinen van lijn L21 die pendelen tussen Stabekk en Moss, via Oslo.

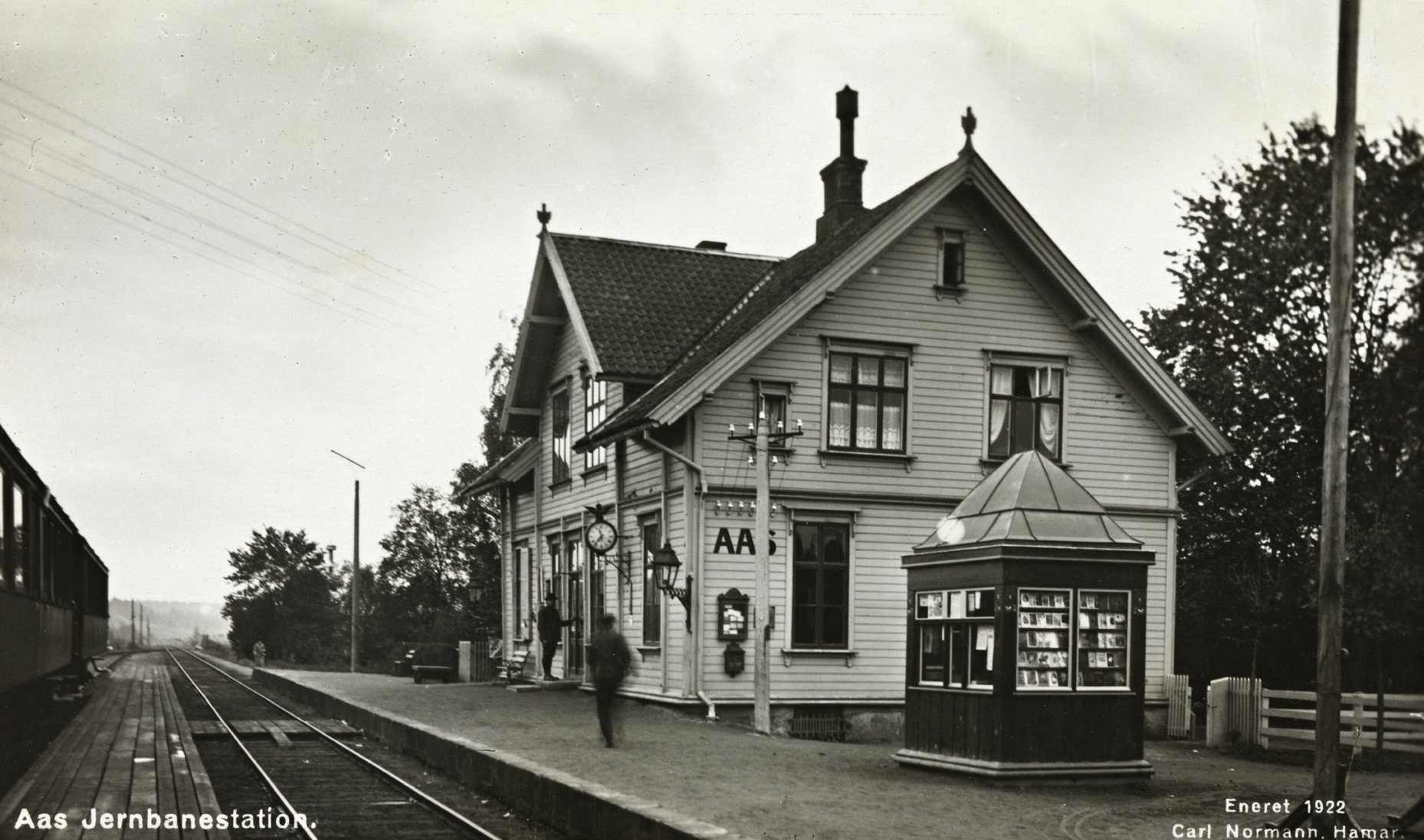
Station Ås in 1922
Carl Normann/Nasjonalbiblioteket